# Joseph Henry
Joseph Henry (Albany, 17 dicembre 1797 – Washington, 13 maggio 1878) è stato un fisico statunitense.

## Biografia

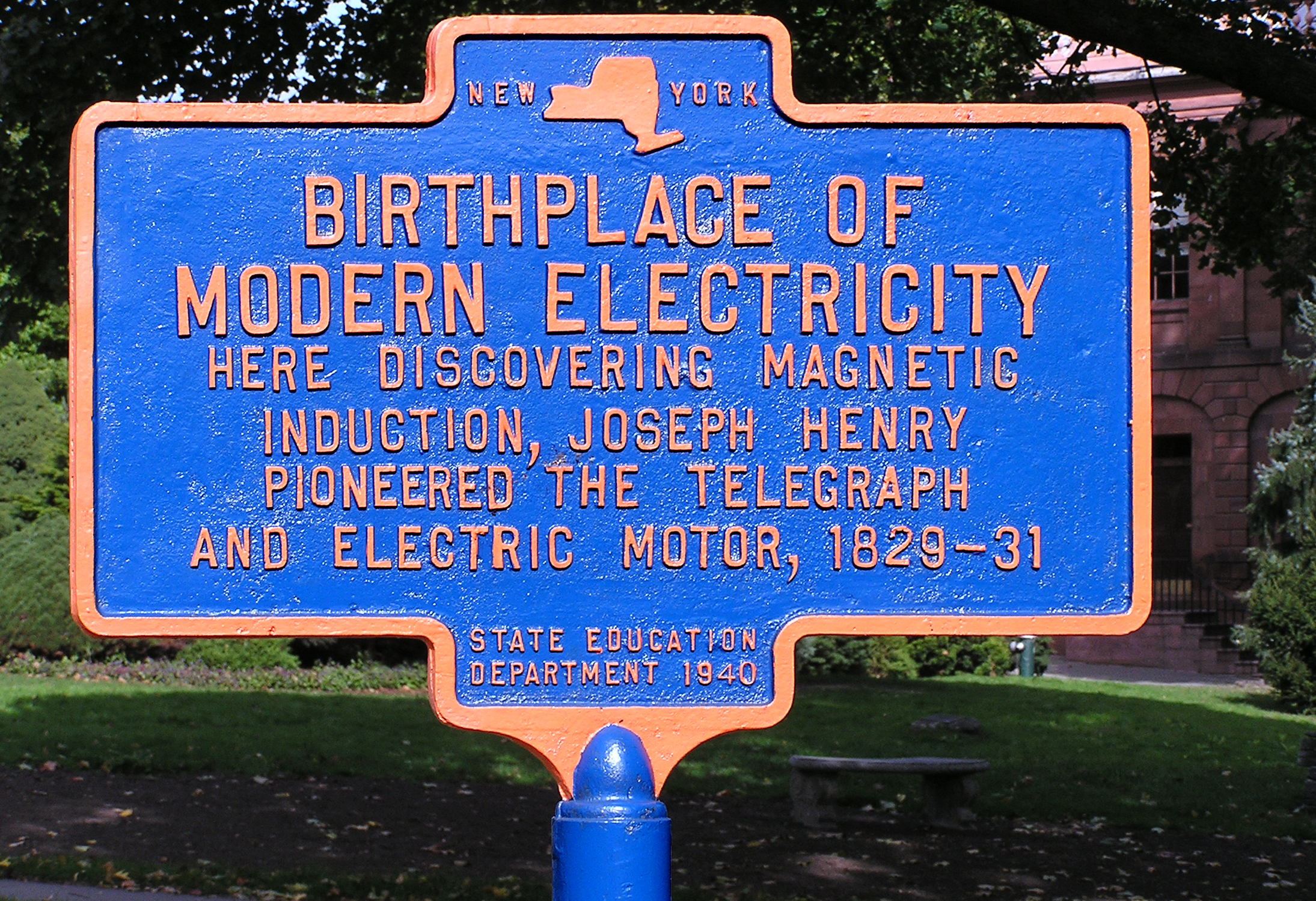
Targa per Henry davanti al Smithsonian Institution

Henry è nato ad Albany, New York, dagli immigranti scozzesi Ann Alexander Henry e William Henry. I suoi genitori erano poveri e il padre di Henry morì mentre era ancora giovane. Per il resto della sua infanzia, Henry visse con sua nonna a Galway, New York. Frequentò una scuola che in seguito sarebbe stata nominata "Scuola elementare Joseph Henry" in suo onore. Dopo la scuola, lavorò in un grande magazzino e all'età di tredici anni divenne un apprendista orologiaio e argentiere. 
Il primo amore di Joseph fu il teatro e cominciò a studiare per diventare un attore professionista. Il suo interesse per la scienza è stato avviato all'età di sedici anni da un libro di conferenze su argomenti scientifici intitolato Popular Lectures on Experimental Philosophy. Nel 1819 entrò all'Accademia di Albany dove ricevette lezioni gratuite. Nonostante questo era così povero che dovette sostenersi con l'insegnamento e con il tutoraggio privato. Intendeva andare a medicina, ma nel 1824 fu nominato assistente ingegnere per il rilevamento della strada statale costruita tra il fiume Hudson e il lago Erie. Da quel momento in poi, è stato ispirato ad avviare una carriera nell'ingegneria civile e meccanica.
Henry eccelleva nei suoi studi (tanto che spesso aiutava i suoi insegnanti a insegnare scienze) e nel 1826 fu nominato professore di Matematica e filosofia naturale all'Accademia di Albany. Alcune delle sue ricerche più importanti sono state condotte in questa nuova posizione. La sua curiosità per il magnetismo terrestre lo portò a sperimentare con il magnetismo in generale. Fu il primo ad avvolgere strettamente il filo isolante attorno a un nucleo di ferro per realizzare un elettromagnete più potente, migliorando l'elettromagnete di William Sturgeon che usava un filo non isolato a spirale libera. Usando questa tecnica, costruì l'elettromagnete più forte in quel momento a Yale. Ha anche mostrato che, quando si crea un elettromagnete usando solo due elettrodi collegati a una batteria, è meglio avvolgere più bobine di fili in parallelo, ma quando si usa un set-up con più batterie, dovrebbe esserci solo una bobina lunga. Quest'ultima scoperta ha reso fattibile la creazione del telegrafo. A causa dei suoi primi esperimenti di elettromagnetismo, alcuni storici attribuiscono a Henry delle scoperte che precedono Faraday e Heinrich Rudolf Hertz ma, tuttavia, a Henry non viene attribuito alcun merito a causa della mancata pubblicazione del suo lavoro.

## Studi
Studiò le correnti indotte e realizzò degli elettromagneti che consentirono in seguito lo sviluppo del telegrafo da parte di Samuel Morse e Charles Wheatstone.
Contemporaneamente a Michael Faraday, scoprì il fenomeno dell'autoinduzione (1832) notando che un magnete spostandosi all'interno di un campo magnetico produceva corrente elettrica. Elaborò uno dei primi modelli di motore elettrico, ed inventò il campanello elettrico con buzzer (1831).
Divenuto membro della Smithsonian Institution, ne fu anche il primo segretario dall'anno 1846 al 1878. 
Porta il suo nome l'unità di misura dell'induttanza, cioè l'Henry (simbolo H).

## Curriculum Vitae

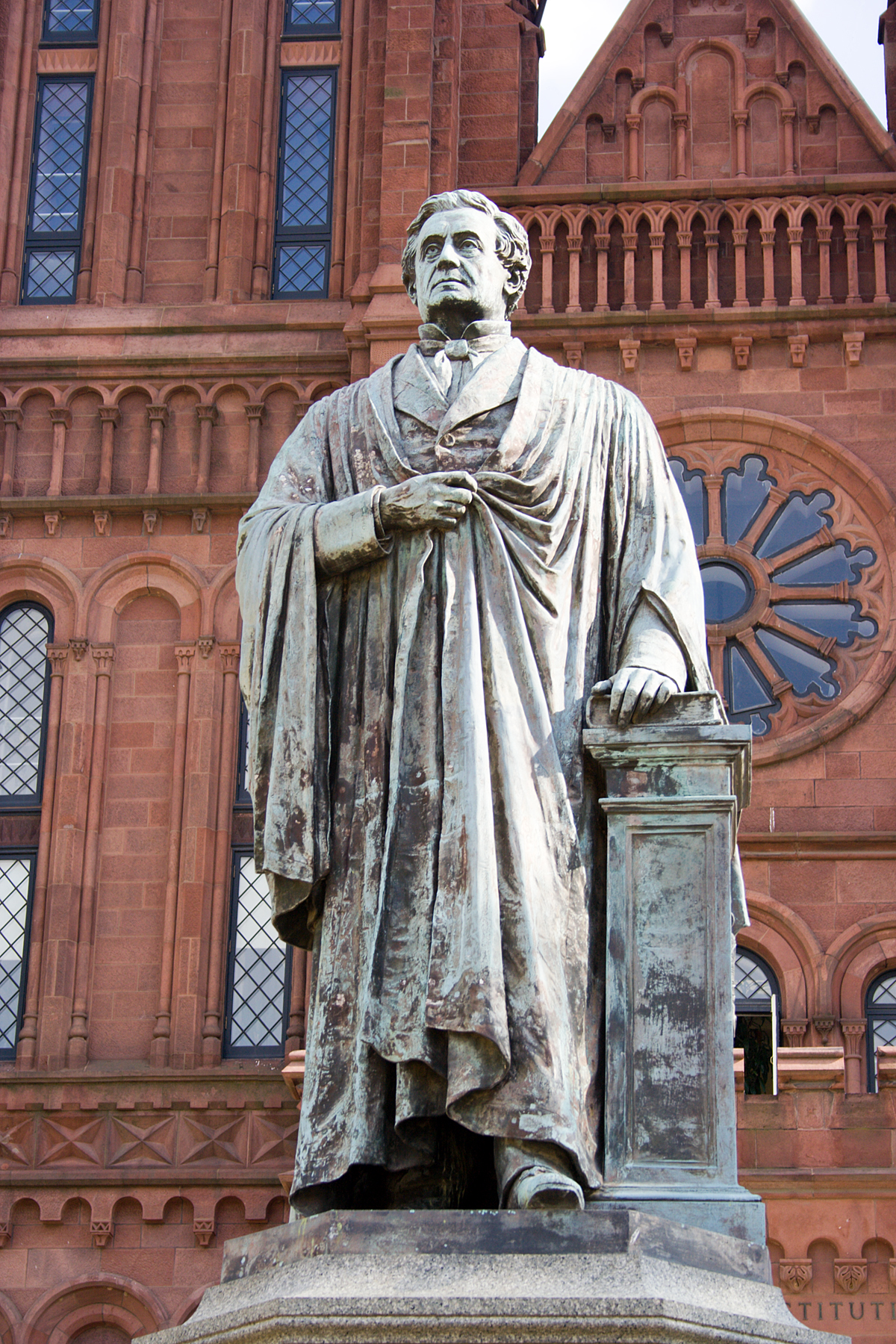
Statua di Henry davanti al Smithsonian Institution

- 1826 – Professore of matematica e filosofia all'Albany Academy, New York.
- 1832 – Preside di Storia naturale all'università di Princeton fino al 1846
- 1835 – Invenzione del relè a elettromagnete.
- 1846 – Primo segretario al Smithsonian Institution fino al 1878[2]
- 1852 - Nominato membro della United States Lighthouse Board
- 1871 - Nominato Presidente della United States Lighthouse Board

## Riconoscimenti

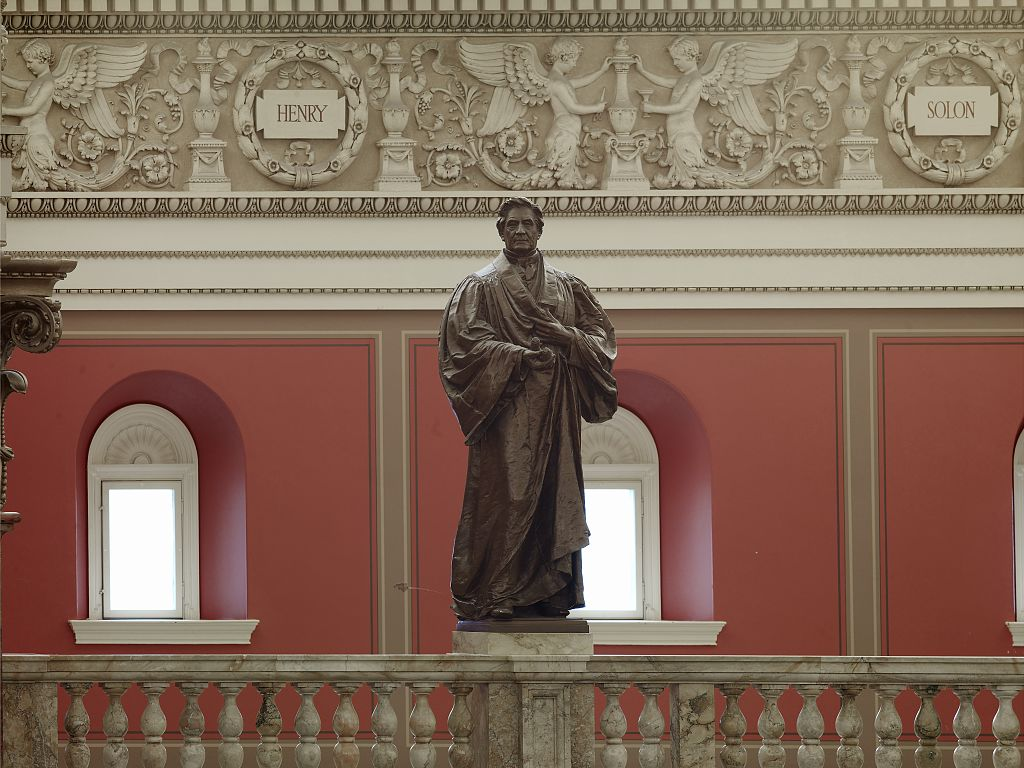
Statua di Joseph Henry alla Biblioteca del Congresso degli USA

- Il gruppo montuoso Henry Mountains, nello Utah, è stato così chiamato in suo onore.[3]
- Eletto membro dell'American Antiquarian Society nel 1851[4].
- Il distretto della Columbia ha chiamato una scuola "Joseph Henry School". È stata demolita nel 1932.
- Nel 1915 fu inserito nella Hall of Fame for Great Americans situata nel Bronx, a New York.
- Le statue in bronzo di Henry e Isaac Newton rappresentano la scienza nella sala di lettura  al Thomas Jefferson Building della Biblioteca del Congresso a Capitol Hill, Washington. Sono due delle 16 figure storiche rappresentate, ciascuna coppia rappresenta uno degli 8 pilastri della civiltà.
- A Princeton gli hanno dedicato la Joseph Henry House ed il Joseph Henry Laboratories.
- Una sua statua, fatta da John Flanagan, è stata posta davanti all'Albany Academy, dove Henry condusse gli esperimenti sull'induttanza.